# Indios de Mayagüez (pallavolo)
Gli Indios de Mayagüez furono una franchigia pallavolistica maschile portoricana, con sede a Mayagüez.

## Storia
Gli Indios de Mayagüez vengono rifondati nel 2006, dopo essere stati attivi nella LVSM già negli anni sessanta, in seguito al trasferimento del titolo della franchigia dei Criollos de Caguas alla città di Mayagüez. Ritornano così attivi dalla stagione 2006, centrando la qualificazione ai play-off e terminando il campionato in quinta posizione. Nel 2025 la franchigia cessa le proprie attività, cedendo i propri diritti di partecipazione ai Patriotas de Lares.